# Orde van Verdienste van de Vrijstaat Thüringen
De Orde van Verdienste van de Vrijstaat Thüringen, in het Duits: Verdienstorden des Freistaats Thüringen geheten, is de hoogste orde van verdienste van het land Thüringen, een deelstaat van de Bondsrepubliek Duitsland.
Na de ineenstorting van de DDR werd de orde op 19 september 2000 bij wet ingesteld. Op 22 november 2000 werd de onderscheiding voor het eerst toegekend door de minister-president van Thüringen.
De burgers van Thüringen mogen voordrachten doen. De minister-president besluit over de benoemingen. Hij kan de dragers de orde ook weer afnemen wanneer blijkt dat zij dit ereteken niet waardig zijn of achteraf niet waardig waren geweest.
De orde kent geen ridders of commandeurs maar zij die het kruis bezitten zijn "drager" van dat kruis. Het kruis wordt door heren en dames op de borst gespeld gedragen als een Steckkreuz.
Voor dagelijks gebruik is er een knoopsgatversiering in de vorm van een miniatuur van het kruis.

## Het versiersel
Het zilveren steckkreuz heeft vier wit geëmailleerde armen. Er is geen lint.